# Krzysztof Hanke
Krzysztof Alojzy Hanke (ur. 31 października 1957 w Świętochłowicach) – polski aktor, satyryk i artysta kabaretowy. Współzałożyciel, lider i jedyny stały członek Kabaretu Rak.

## Życiorys

### Wczesne lata
Pracował przez sześć miesięcy w Kopalni Węgla Kamiennego Bielszowice, następnie odbył służbę wojskową. Jest absolwentem III Liceum Ogólnokształcącego w Zabrzu. W 1981 roku ukończył Akademię Sztuk Teatralnych im. Stanisława Wyspiańskiego w Krakowie na Wydziale Aktorskim.

### Kariera aktorska
Na przełomie 1981 i 1982 wraz z Ryszardem Siwkiem i Andrzejem Stefaniukiem założył Kabaret Rak, który zakończył swoją działalność w czerwcu 2024. W latach 1999–2008 wcielał się w główną rolę Huberta „Bercika” Dwornioka w serialu TVP2 Święta wojna. Od stycznia 2024 jeździ po Polsce ze swoim autorskim programem stand upowym pt. „Śmieszne już było”. 

### Inne przedsięwzięcia
Wystąpił w teledyskach: „Helka” (2009) disco polowej grupy Chanel i „Czerń i biel” (2018) zespołu muzycznego Ich Troje. W 2024 wraz z Kasią Lorenc wystąpił w teledysku "Rodos to je to".
Uczestniczył w telewizyjnych programach rozrywkowych: Jak oni śpiewają (2009) i Lepiej późno niż wcale (2018). Prowadził program Gala śląskiej piosenki.

### Życie prywatne
Syn Henryka i Anny. Wychowywał się w Bielszowicach. Ma brata Zbigniewa.
Żonaty, ma dwoje dzieci: syna Aleksandra (ur. 1983) i córkę Urszulę. Ma wnuka Leona (ur. 2012) oraz wnuczki Ninę (ur. 2018) i Klarę (ur. 2019).

## Filmografia

### Filmy i seriale
- 1986: Blisko, coraz bliżej – handlarz Wiesław (odc. 15)
- 1997: Robin Hood. Czwarta strzała – Millan
- 1999-2008: Święta wojna – Bercik Dworniok
- 2004: Złotopolscy – masażysta (odc. 645)
- 2013: Baczyński – tłumacz
- 2019: Kobiety mafii 2 – sprzedawca materiałów wybuchowych
- od 2019: Lombard. Życie pod zastaw – Zefel
- 2020: Świat według Kiepskich – Ślązak (odc. 575)

### Teledyski
- 2009: Chanel (zespół muzyczny) – „Helka”
- 2018: Ich Troje – „Czerń i biel” – przyjaciel księdza
- 2024: Katarzyna Lorenc - Rodos to jest to